# Selección femenina de lacrosse de Inglaterra
La Selección de lacrosse femenino de Inglaterra representa a la nación británica en las competiciones de la FIL. Está organizada por la England Lacrosse.
La selección inglesa es la tercera más fuerte, ha resultado subcampeona del Campeonato Mundial de Lacrosse Femenino en dos ocasiones, perdiendo ante los Estados Unidos.

## Historia
Hasta los años 1970: el equipo se enfrentaba con las selecciones de Escocia y Gales, desde los años 1930 recibía a los Estados Unidos y luego a Australia.
Con la creación de la International Federation of Women's Lacrosse Associations (IFWLA) en 1972, el deporte se internacionalizó, se acrecentó la popularidad y para los años 1980 las inglesas se convertirían en una de las cuatro potencias indiscutidas; con las Eagles, Lacrosseroos y Canadá.
En 1995 England Lacrosse fundó junto a Escocia, Gales y tres países la Federación Europea de Lacrosse que ese año creó y disputó el Campeonato Europeo de Lacrosse. Inglaterra domina y ha obtenido 7 veces el título.

## Plantel
La siguiente fue la convocatoria para el Campeonato Europeo de Lacrosse Femenino 2019, las inglesas ganaron la competición.
Entrenador: Phil Collier
| N.º            | Jugadora         | Club | Edad    | Universidad        | Debut |
| -------------- | ---------------- | ---- | ------- | ------------------ | ----- |
| Guardametas    |                  |      |         |                    |       |
| Defensoras     |                  |      |         |                    |       |
| Mediocampistas |                  |      |         |                    |       |
| 18             | Laura Merrifield | ?    | 36 años | Maryland Terrapins | 2009  |
| Delanteras     |                  |      |         |                    |       |

## En la Copa del Mundo
La IFWLA creó el Campeonato Mundial que se disputa cada cuatro años y tuvo su primera edición en Nottingham 1982. Inglaterra ha alcanzado las semifinales en todos los campeonatos y organizó dos ediciones.
En Perth 1989 la selección perdió en la final ante las estadounidenses por un punto y esta fue la ocasión en la que estuvieron más cerca de consagrarse campeonas del Mundo.

### Palmarés
| Selección  | 1982 | 1986 | 1989 | 1993 | 1997 | 2001 | 2005 | 2009 | 2013 | 2017 |
| ---------- | ---- | ---- | ---- | ---- | ---- | ---- | ---- | ---- | ---- | ---- |
| Inglaterra | 4º   | 4º   | 2º   | 2º   | 3º   | 3º   | 3º   | 4º   | 4º   | 3º   |